# UFC 109
UFC 109: Relentless foi um evento de artes marciais mistas promovido pelo Ultimate Fighting Championship, ocorreu em 6 de fevereiro de 2010 no Mandalay Bay Events Center em Paradise, Nevada.

## Bônus da Noite
Os lutadores receberam U$60,000 de bonificação.
- Luta da Noite:  Nate Marquardt vs.  Chael Sonnen
- Nocaute da Noite:  Matt Serra
- Finalização da Noite:  Paulo Thiago